# Prasinocyma neavei
Prasinocyma neavei är en fjärilsart som beskrevs av Louis Beethoven Prout 1912. Prasinocyma neavei ingår i släktet Prasinocyma och familjen mätare. Inga underarter finns listade i Catalogue of Life.